# Chasa Bonpuri
El Chasa Bonpuri, conocido en otras versiones como el Chesa Bonpuri (versión de 1933) o el Cheseo Bonpuri (versiones de 2006 y 2008), es un mito coreano de la isla de Jeju. Es un mito que cuenta cómo nació Gangnim, el dios de la muerte.  Como uno de los mitos más conocidos en la península de Corea, el Chasa Bonpuri es una epopeya característica.

## Etimología
El término Chasa Bonpuri (차사 본 풀이) significa "Mito del Mensajero" o "Mito de conductor (de almas)". Los círculos académicos modernos sinonimizan "Bonpuri" con "mito". "Chasa" es la pronunciación en coreano estándar de la palabra china "Chaishi" (差使), que significa "mensajero". En el idioma Jeju, "chaishi" se pronuncia "Chesɒ" o "Cheshi", lo que lleva a los diferentes nombres para cada versión.

## Argumento principal
Como todos los mitos orales, hay múltiples versiones de Chasa Bonpuli.  La versión más conocida, presentada en la Enciclopedia de la cultura coreana, está relacionada aquí:
El rey Beomu, que gobernó el reino de Donggyeong, tuvo siete hijos, cuatro de los cuales fueron bendecidos con una larga vida, mientras que tres no. Cuando los tres hijos tenían nueve años, el monje de Donggwaneumjeol murió y le dijo a su alumno;  "La esperanza de vida de los tres hijos del rey Beomu es de quince años. Alarga sus vidas haciéndolos monjes".
Tras tres años de luto, el estudiante tomó a los tres hijos del rey Beomu y los convirtió en monjes. Después de que los príncipes hubiesen sido monjes durante tres años, regresaron a casa. Su mentor les  dio el consejo de evadir el reino de Gwayang, luego los envió con lino y seda.
Los príncipes, sin embargo, estaban hambrientos y entraron en la casa de Gwayangsaeng, que vivía en el reino de Gwayang. La esposa de Gwayangsaeng (cuyo nombre no se da) les dio a los príncipes un vino embriagador y luego les echó aceite fundido en los oídos. Luego la esposa tomó el lino y la seda y hundió los cadáveres en el río Jucheon. Siete días después, la esposa de Gwayangsaeng descubrió tres flores de loto flotando en el río Jucheon y las llevó las flores a su casa. Sin embargo, las flores se movieron, atacándola cada vez que se acercaba a ellas. Finalmente los arrojó a la chimenea, donde se transformaron en tres orbes. La esposa de Gwayangsaeng se tragó accidentalmente los orbes. Pronto, quedó embarazada y dio a luz tres trillizos.
Los trillizos eran muy talentosos, y cuando tenían quince años, fueron el primer, segundo y tercer mejores en el examen de Gwageo. En celebración de sus talentos, celebraron un Munjeonje, un ritual para Munshin, el dios de la puerta.  Cuando se inclinaron ante la puerta, todos cayeron muertos.
La esposa de Gwayangsaeng constantemente atormentaba al Rey de Gwayang, Gimchi Wonnim, para ir al Inframundo y traer de vuelta a Yeomra, el dios de los muertos, para que pudiera conocer la causa de su muerte. Gimchi Wonnim se vio obligado a enviar a uno de sus generales, Gangnim, al Inframundo. Gangnim tenía dieciocho concubinas y una esposa. Gimchi Wonnim les pidió a todos sus ministros que se reunieran con él al amanecer. Sin embargo, Gangnim estaba borracho de una fiesta de cumpleaños para su decimoctava suegra (la madre de su decimoctava concubina), y llegó tarde a las convocatorias. Usando esta injuria, Gimchi Wonnim le envió a capturar a Yeomra.
Gangnim pidió ayuda a sus concubinas, pero resultó en vano. Sin embargo, su esposa oficial le dio un sirutteok después de sacrificar a otros dos sirutteok a Jowangshin, la diosa del hogar, y Munshin. Su esposa también le dio una túnica verde con una aguja perforada y papel rojo con escritura blanca. Entonces, Gangnim siguió su camino.
Primero, Gangnim encontró a una anciana. Cuando corrió a su encuentro, la anciana desapareció, solo para aparecer nuevamente a unas pocas millas al oeste. Finalmente la atrapó debajo de un sauce, donde estaba comiendo un sirutteok. Gangnim descubrió que el sirutteok de la anciana era el mismo que el suyo. La mujer se reveló a sí misma como Jowangshin y le dijo a Gangnim las instrucciones para llegar al Inframundo.
Gangnim siguió las instrucciones hasta un lugar donde el camino se bifurcaba de setenta y siete maneras diferentes. Ya había un viejo allí. Cuando el viejo se comió su sirutteok, Gangnim descubrió que era nuevamente igual que su propio tteok. El hombre era Munshin, el dios de la puerta. Este le dijo los nombres de los setenta y siete senderos. Que incluían:
- " El sendero que se hizo cuando el cielo y la tierra eran uno "
- " El sendero que se hizo cuando el cielo y la tierra se separaron "
- " El sendero que se hizo en la creación del hombre "
- " El sendero que el Cheonjiwang del Cielo usa "
- " El sendero que usa el Cheonjiwang de la Tierra "
- " El sendero que usa el Chenjiwang del hombre "
- " El sendero de la montaña "
- " El sendero del dinero "
- " El sendero de los funcionarios "
- " El sendero de los reyes "
- " El sendero de la nación "
- " El sendero de los muertos "
- " El sendero del rey Sanshin "
- " El sendero de los oficiales Sanshin "
- " El sendero de los cinco dragones "

Finalmenteente, Munshin señaló el septuagésimo séptimo sendero;  " El sendero de Gangnim el Mortal ".  Gangnim se dirigió por ese camino.
Entonces llegó a un lago, el lago Henggimot, que estaba rodeado de espíritus que no habían podido ingresar al Inframundo. Estos espíritus habían muerto de hambre durante eras y atacaron a Gangnim. Los distrajo con su último tteok restante, luego se arrojó al Henggimot.
Cuando salió del lago, se encontró frente a la Puerta de Yeonchu, la puerta al Inframundo. Mientras Yeomra salía en procesión a una fiesta divina celebrada por el dios Wonbokjangi, Gangnim emergió y bloqueó la procesión. Con un solo golpe, mató a todos sus treinta mil soldados. Con otro golpe, mató a sus sesenta mil sirvientes. Luego atrapó a Yeomra con una cadena de acero.
Yeomra invitó a Gangnim al festín de Wonbokjangi, quien ofreció vino a todos los cien dioses, pero no a Gangnim, el dios número cien. Enfurecido, Gangnim mató a la esposa de Wonbokjangi. Cuando éste también le ofreció vino, la esposa comenzó a respirar de nuevo.
Mientras tanto, Yeomra había desaparecido. Gangnim lo buscó, pero no pudo encontrarlo. De repente, una diosa parada cerca del fuego del hogar murmuró que Gangnim era un tonto, porque no podía saber que había un pilar a través de la mesa. De hecho, había un pilar que atravesaba la mesa. Cuando Gangnim se preparó para cortar el pilar, el pilar se transformó en Yeomra, quien prometió que iría a Gwayang. Gangnim le dijo que lo dejara por escrito. Éste tatuó así su voto en la espalda de Gangnim, escribiéndolo en la escritura del Inframundo.
Gangnim le preguntó a Yeomra el camino de regreso a Gwayang y le contó que siguiera a un sabueso blanco puro. El sabueso lo guio hacia una luz en la oscuridad. La luz era su propia casa, donde su esposa tenía un jesa, un ritual de duelo, para él. Le preguntó a su esposa detrás de la puerta cerrada;  "¿Por qué estás de luto por mí? He estado fuera por solo tres días".  Su esposa respondió;  "¿Cómo puede mi esposo estar realmente de regreso? Has estado fuera por tres años. Dame tu túnica, para que sepa que eres tú, y no el Sr. Kim de la puerta de al lado". Gangnim entonces entendió que un día en el Inframundo era un año en el mundo mortal. La esposa de Gangnim revisó la aguja de la túnica de su esposo y lo dejó entrar.
Mientras tanto, el Sr. Kim (Kim Seobang), que quería la mano de la esposa de Gangnim en matrimonio, miraba por encima de las paredes cuando descubrió a Gangnim. Urgente, corrió y le dijo a Kimchi Wonnim, el rey de Gwayang, que Gangnim vivía en secreto en la casa de su esposa. El furioso Kimchi Wonnim ordenó a los soldados encarcelar a Gangnim.
Por la tarde, Yeomra descendió a la tierra de Gwayang. Yeomra ordenó a Gimchi Wonnim que trajera a Gwayangsaeng y su esposa. Les dijo a las pareja que desenterraran el lugar donde habían enterrado a sus trillizos. Sin embargo, la tumba tenía tres ataúdes vacíos, y ningún cuerpo. Cuando registraron el río Jucheon, los huesos de los trillizos estaban allí. Yeomra les tocó el cuerpo y los tres hijos del rey Beomu volvieron a la vida. Entonces comprendieron que sus trillizos eran los príncipes, renacidos, que habían asesinado dieciocho años antes. Yeomra convirtió a la pareja Gwayangsaeng en mosquitos y devolvió los príncipes a Donggyeong.
Yeomra le pidió a Gimchi Wonnim que le entregara Gangnim, pero se negó. Entonces le ofreció una elección entre el alma de Gangnim y el cuerpo. Gimchi Wonnim eligió el cuerpo, y el cuerpo colapsó instantáneamente.  Yeomra convirtió a Gangnim en el Jeoseung Chasa, quien cosecha las almas de los muertos.
En la versión de la "Encyclopedia of Korean Folk Religion's" aparece así:
El rey Beomeul de Dongjeong tuvo nueve hijos. Los tres mayores y los tres más jóvenes murieron, y solo sobrevivieron los tres del medio. Un día, un monje fallecido llamado Muya (que también aparece en varios otros mitos) dijo que los tres hijos sobrevivirían solo si se convirtieran en comerciantes durante seis años. Los príncipes se dirigieron al Reino de Junyeon. Allí, se encontraron con la esposa de Gwayangsaengi, Gwayanggaxi, quien les dio vino envenenado. La esposa de Gwayangsaengi hundió los cuerpos en el pozo Kkachi..
Al día siguiente, un grupo de bayas había crecido debajo del pozo Kkachi. Gwayanggaxi se los comió y quedó embarazada.  Ella dio a luz a tres trillizos, que eran extremadamente inteligentes; arrasaron en el examen de Gwageo. Cuando se arrodillaron ante sus padres después del Gwageo, todos cayeron muertos.
Gwayanggaxi le pidió al funcionario de gobierno de su pueblo, llamado Gimchi, que descubriera la causa de las misteriosas muertes. Cuando el funcionario de Gimchi se negó, ella difundió rumores falsos sobre el funcionario en todo el pueblo.  El oficial enojado envió a su teniente, Gangnim, al Inframundo para capturar a Yeomra y llevarlo al mundo mortal.
Cuando la madre de Gangnim escuchó la noticia, le dio a su hijo seis sirutteok, le aconsejó que honrara a todas las personas mayores que pudiera encontrar en el camino y luego lo envió en su camino. Primero descubrió a una anciana, que era más rápida que incluso Gangnim. Cuando finalmente la atrapó y le dio un sirutteok, ella reveló su identidad como Jowangshin, luego le dijo que siguiera un camino hacia el oeste.
Gangnim continuó hasta que el camino se bifurcó en noventa y nueve senderos. Allí, tres inmortales estaban jugando un juego de Baduk. Gangnim le dio a cada inmortal un sirutteok, y le aconsejaron que esperara hasta que un hombre vívidamente vestido viniera por aquí.
Entretanto, los inmortales habían desaparecido. Gangnim descubrió que un hombre bravo con ropas vívidas que sostenía un papel rojo en sus manos se acercaba. Era Haewonmaek, el segador original de las almas.
Cuando Haewonmaek vio el sirutteok, lo devoró vorazmente. Entonces vio a Gangnim y dijo; "Estoy en deuda contigo. ¿Qué quieres?" Gangnim respondió que deseaba conocer el camino hacia el Inframundo. Éste le mostró el sendero que Yeomra usaba.
Gangnim siguió el rastro hasta llegar a un vasto río. Era el río Henggi, que conformaba la frontera del Inframundo. Muchos de los muertos, que no podían pagar al barquero, paseaban sin rumbo por el río. (estos se llaman Gaekgwi, que significa Fantasmas Maravillosos) Gangnim renunció a su último sirutteok para pagarle al barquero que lo llevara a él y a todos los Gaekgwi a través del río Henggi.
Finalmente había llegado al Inframundo, pero no sabía dónde estaba Yeomra. Cansado, se durmió hasta que lo despertó un ruido retumbante;  la procesión de Yeomra y sus soldados al ritual Siwang Maji, celebrada en el reino de los mortales. Gangnim mató a los soldados de Yeomra y destruyó su carro. El asustado Yeomra le preguntó a Gangnim si iría al ritual Siwang Maji con él. Él aceptó.
En medio del ritual Siwang Maji, Yeomra había escapado. Gangnim se convirtió en un halcón y examinó la región, solo para encontrar una lechuza en un poste ritualista de madera. Gangnim, como halcón, atacó vorazmente al búho La lechuza se convirtió en Yeomra, quien le prometió que iría a Gimchi por la tarde. Luego agarró la garganta de Gangnim y lo arrojó de regreso a Gimchi. La garganta de Gangnim se hinchó, razón por la cual los hombres tienen nuez de Adán.
Gangnim regresó a la casa de su madre en Gimchi y esperó a que Yeomra descendiera. Yeomra entró con una sacudida atronadora y destrozó a la esposa de Gwayangsaengi.  Él arrojó su alma en un reino de serpientes. Luego drenó las aguas del Pozo Kkachi, e hizo a los tres príncipes del Rey Beomul los Siwang, tres de los diez jueces del Inframundo. (Los otros siete son los tres hijos de la Princesa Bari, los tres hermanos Chogong y el propio Yeomra)
Yeomra le preguntó al funcionario de Gimchi si quería el cuerpo o el alma de Gangnim. En ese momento, la gente no sabía que el alma existía y, como resultado, el funcionario eligió el cuerpo. El cuerpo de Gangnim se derrumbó, y Gangnim se convirtió en el nuevo Jeoseung Chasa, reemplazando a Haewonmaek.

## Argumento secundario
Otras dos historias sobre Gangnim después de convertirse en dios también aparecen en Chasa Bonpuri:
1. Gangnim tenía la misión de capturar a Samani, quien había sobornado a Haewonmaek para que viviera durante 40,000 años. (Esta es la trama del mito de Menggam Bonpuri) Gangnim se arrodilló y comenzó a lavar carbón en un río. Cuando la gente le preguntó por qué estaba haciendo eso, Gangnim respondió que era porque el carbón se volvería blanco si lo lavaba durante cien años. Un día, un anciano se rio de la explicación de Gangnim y dijo; "He vivido durante 40,000 años, pero nunca he escuchado algo así". Gangnim luego atrapó a Samani y lo llevó al Inframundo, donde él también se convirtió en un dios.[5]
2. Gangnim tuvo que cosechar a las almas de un hombre cuando tenía 70 años, y de una mujer cuando una tenía 80 años. Un día, Gangnim le pidió a un cuervo que cosechara las almas por él. El cuervo tomó el libro que tenía la esperanza de vida de los muertos. Cuando el cuervo vio un caballo muerto tirado en el camino, dejó caer el libro para comerse la carne del caballo. Una culebra ratonera se arrastró y se comió el libro. A partir de entonces, la serpiente tuvo el privilegio de morir y renacer ocho veces. Cuando el cuervo notó que el libro había desaparecido, culpó a un halcón de un árbol cercano. El halcón y el cuervo lucharon brutalmente, y todavía lo hacen hasta el día de hoy. El cuervo finalmente gritó;  "Los padres, mueren cuando sus hijos lo hacen.  Los niños, mueren cuando sus padres lo hacen. Los hombres, mueren cuando sus esposas lo hacen. Las mujeres, mueren cuando lo hacen sus esposos".  Cuando Gangnim descubrió que el cuervo había perdido el libro, aplastó sus patas, razón por la cual los cuervos tienen dobladas las patas.[6]

## Usos rituales
Todos los mitos Bonpuri son parte de rituales más grandes. El Chasa Bonpuri es parte del ritual Siwangmaji, que es parte de la ceremonia Keungut. El Siwangmaji es un ritual que honra a todos los dioses de la muerte, y el Chasa Bonpuri busca apaciguar a Gangnim para que pueda alargar la vida de una persona, y también para ofrecer amabilidad a los que cosecha. El recital de Chasa Bonpuri tiene la forma de una canción épica, y el chamán (Simbang), vestido con la túnica de los granjeros, recita la epopeya al ritmo de un instrumento parecido a un tambor llamado Janggu. El Chasa Bonpuli aparece en todos los registros importantes de la ceremonia de Keungut, y también se recita en el Gwiyang Puri, un ritual de duelo.

## Gangnim en otros ritos
Gangnim aparece en el Menggam Bonpuri, donde captura a Samani (ver arriba).También aparece en el mito Hwangcheon Honshi, donde hay cuatro dioses cosechadores;  "Gangnim el Señor" (Gangnim Doryeong), "Gangnim el Segador" (Gangnim Chasa), "El Cosechador de la Muerte" (Jeoseung Chasa) y "El Segador Mortal" (Iseung Chasa).
En la isla de Jeju, se dice que Gangnim obtuve primero el permiso del dios de la aldea para cosechar a los muertos. Luego lee el nombre de la cosecha tres veces de un libro con papel rojo y tinta blanca, y guía a los muertos al Inframundo.
Gangnim también aparece en muchas canciones folclóricas populares. A continuación se muestra un extracto de la canción Mozzineun Norae;
```
"Jeoseung Chaesa Gangrim Doryeong Iseung Chaesa Yi Myengseoni Hutcheogaso Hutcheogaso Yi Motjari Hutcheogaso"
```

```
(Cosechador de la Muerte 
Gangrim Doryeong
, Cosechador 
Mortal Yi Myeongseoni
, toma esto, toma este arroz.)
[
8
]
```

(Cosechador de la Muerte Gangrim Doryeong, Cosechador Mortal Yi Myeongseoni, toma esto, toma este arroz)
Esta canción se cantó al replantar brotes de arroz en el suelo. Esta canción admite 'Gangrim Doryeong' y 'Yi Myeongseoni' como dos dioses segadores. (Otros Iseung Chasa son "Yi Deokchun" y "Yi Sammani". Se dice que este último protege de las mordeduras de serpientes).

## Comparaciones con otros mitos
El Chasa Bonpuri tiene la mayor similitud con el mito de Jimgajegut, recitado en la provincia más al norte de Hamgyeong.  En el mito de Jimgajegut, un hombre llamado Son va al inframundo para encontrar las razones de la misteriosa muerte de los tres trillizos de Jimgaje. Aunque son del norte y sur del país, la trama de ambos mitos es casi idéntica.